# Sarjarka – stepi a jezera severního Kazachstánu
Sarjarka - stepi a jezera severního Kazachstánu je rozsáhlé chráněné území v Kazachstánu od roku 2008 zapsané na seznam světového dědictví UNESCO.

## Popis
Území o rozloze přes 450 tisíc ha zahrnuje dvě chráněné oblasti v regionu Kazašské pahorkatiny, státní přírodní rezervace okolo jezer Kurgaldžin a Naurzum. Jsou to území významná pro migraci vodního ptactva globálního významu pro celou střední Asii. Zdejší mokřiny slouží jako zastávky pro 15 až 16 milionů migrujících ptáků z Evropy, Afriky a jižní Asie, včetně řady ohrožených druhů. Růžoví plameňáci jsou velkou atrakcí jezera Kurgaldžin. Oblast je také domovem společenství volně žijících živočichů kazašských stepí, mezi něž patří svišťové, vlci i ohrožené antilopy rodu saiga.

## Fotogalerie

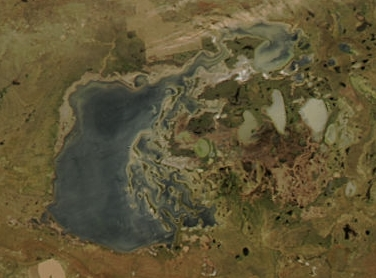
Jezero Kurgaldžin
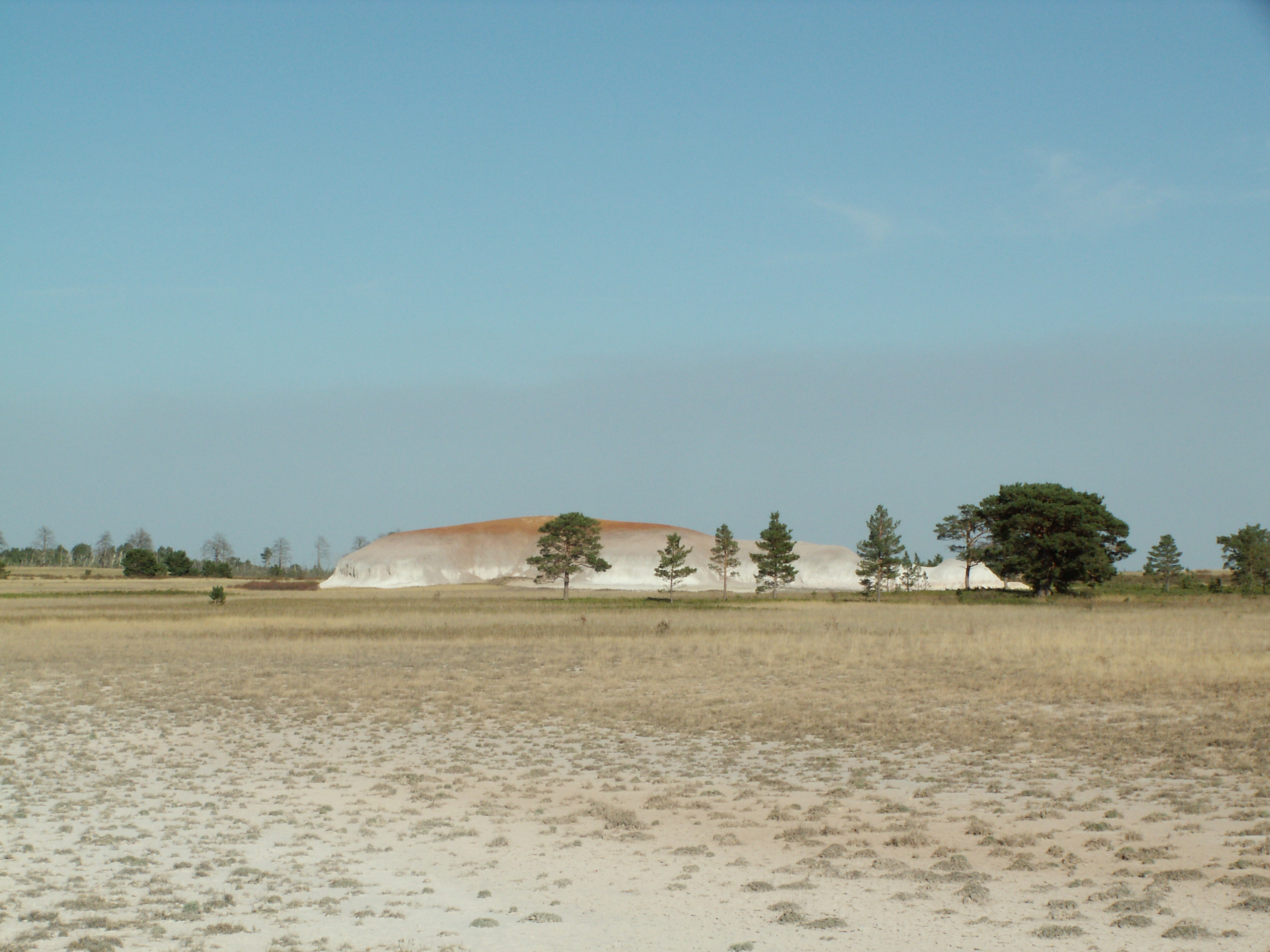
Naurzum
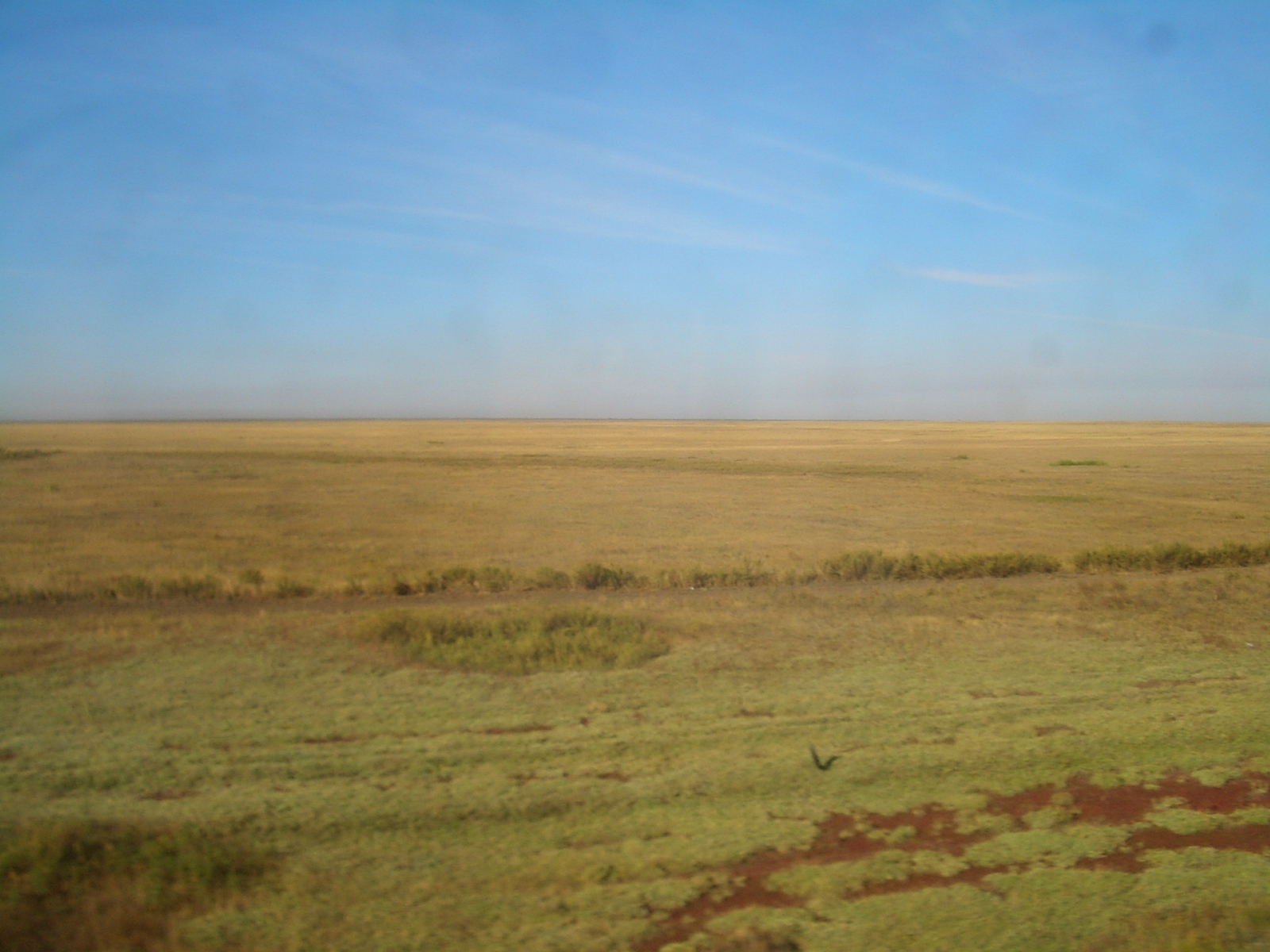
Kazašská pahorkatina